# Найдёнова, Ольга Сергеевна
Ольга Сергеевна Найдёнова (15 июля 1913 год, село Ижевское — 20 июня 1996 год, там же) — доярка колхоза «Дело Октября» Ижевского района Рязанской области. Герой Социалистического Труда (1949). Депутат Верховного Совета РСФСР 2-го созыва.

## Биография
Родилась в 1913 году в крестьянской семье в селе Ижевское. Получила начальное образование, окончив четыре класса в родном селе. В 1930 году вступила в колхоз «Дело Октября». Работала полеводом, с 1931 года — дояркой на молочно-товарной ферме этого же колхоза. По её инициативе на ферме была введена учётная форма обслуживания коров и социалистическое соревнование по увеличению надоев. Если в 1932 году средний уровень надоев составлял 1070 килограмм молока от каждой фуражной коровы, то в 1935 году надои возросли до 2372 килограмм. В 1936 году приняла личные социалистические обязательства надоить до 4000 килограмм молока. В этом же году она перевыполнила свои обязательства, надоив в среднем от каждой коровы по 4654 килограмм и в 1938 году — по 4701 килограмм.
После Великой Отечественной войны продолжила увеличивать свои социалистические обязательства. В начале 1947 года вступила в соревнование с Прасковьей Ковровой из колхоза «Фундамент социализма». За 10 месяцев надоила в среднем по 3300 килограмм молока. Этот результат превысил надои Прасковьи Ковровой, которая надоила 2200 килограмм молока. Всего на 1947 год Ольга Найдёнова получила в среднем по 4375 килограмм молока. В 1948 году получила 5195 килограмм молока. Указом Президиума Верховного Совета СССР от 9 мая 1949 года за получение высокой продуктивности животноводства в 1948 году при выполнении обязательных поставок сельскохозяйственных продуктов и плана развития животноводства по все видам скота удостоена звания Героя Социалистического Труда с вручением ордена Ленина и золотой медали «Серп и Молот».
В 1950 году вступила в КПСС. В 1947 году избиралась депутатом Верховного Совета РСФСР 2-го созыва (1947—1951) от Спасского избирательного округа Рязанской области.
Скончалась в 1996 году в селе Ижевское. Похоронена на сельском кладбище.
Награды
Награждена двумя Орденами Ленина (29.10.1948; 1949) и медалью «За трудовую доблесть» (08.01.1960)